# Joseph Addison
Joseph Addison (1. května 1672 – 17. června 1719) byl anglický politik a spisovatel. Se svým přítelem Richardem Steelem založil vlivný časopis The Spectator. Původně se věnoval hlavně politice a diplomacii, později se stal i dramatikem a esejistou.
Narodil se ve Milstonu (Wiltshire), studoval na Charterhouse School a na Queen's College v Oxfordu, kde absolvoval roku 1693.
V roce 1705, kdy byli u moci Whigové, byl jmenován náměstkem ministra zahraničí a doprovázel lorda Halifaxe na diplomatické misi do německého Hannoveru. V letech 1717 až 1718 jeho politická kariéra vyvrcholila, když se stal ministrem britské vlády, jeho funkce nesla titul Secretary of State for the Southern Department.
Byl blízkým přítelem Richarda Steela, do jehož časopisu Tatler přispíval. Napsal tam 42 esejů (Steele sám 188). Svůj vlastní časopis The Spectator založil dva roky po Steelovi, v roce 1711 (byť zprvu šlo o deník), v době, kdy Tatler zanikl. Tentokrát Addison přizval ke spolupráci Steela. Addison napsal pro The Spectator 274 esejů, Steele 236. Se Steelem se nakonec rozešli ve zlém kvůli zákonu o šlechtickém titulu. Založil i další tiskoviny, například noviny The Freeholder nebo The Guardian.
Jeho divadelní hra Cato (1713) měla velký vliv nejen v Británii, ale i v americké kolonii, kde je považována za jeden z inspiračních zdrojů americké revoluce. George Washington nechal tuto hru inscenovat pro vojáky revoluční armády v těžké chvíle revoluce, v zimě 1777–1778. Prolog dramatu napsal Alexander Pope (jinak ale Pope Addisona nesnášel a napsal o něm, že je „zmijí toužící zraňovat, a přesto se bojící udeřit“.). Addisonovu pozici v americké kultuře dosvědčuje i to, že 6. dubna 1808 bylo Middletown, město v severní části státu New York, na jeho počest přejmenováno na Addison.
Je znám citátem „Čtení je pro mysl tím, čím je cvičení pro tělo“.

## Dílo
- Cato (1713)
- The Drummer, or, The Haunted House (1716)
- The Resurrection (1718)